# Golumbu
Golumbu – wieś w Rumunii, w okręgu Dolj, w gminie Fărcaș. W 2011 roku liczyła 609 mieszkańców.